# Antonio Veneziano

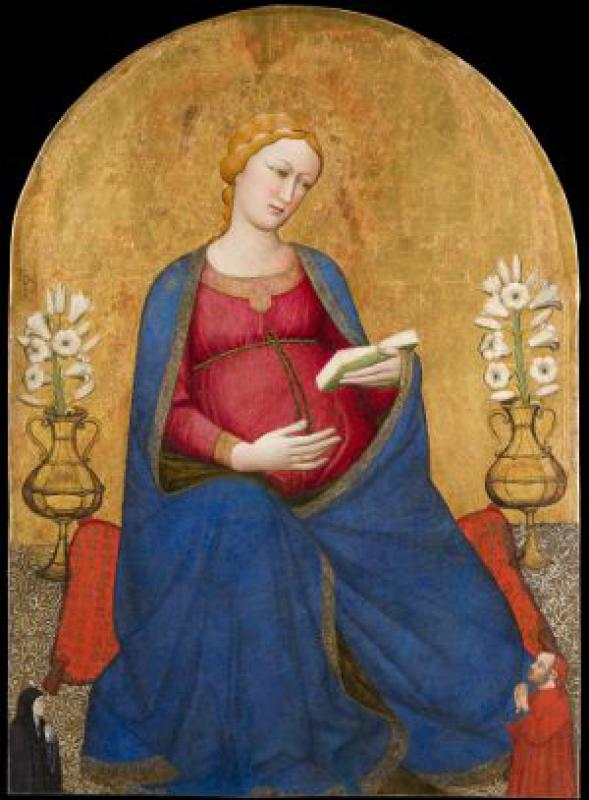
Madonna del Parto, Pieve di San Lorenzo, Montefiesole

Antonio Veneziano ook Antonio di Francesco da Venezia en Antonio Viniziano genoemd was een Italiaans kunstschilder die actief was tussen 1369 en 1388 en schilderde in de stijl van de late gotiek, hij werkte in Siena, Florence en Pisa.

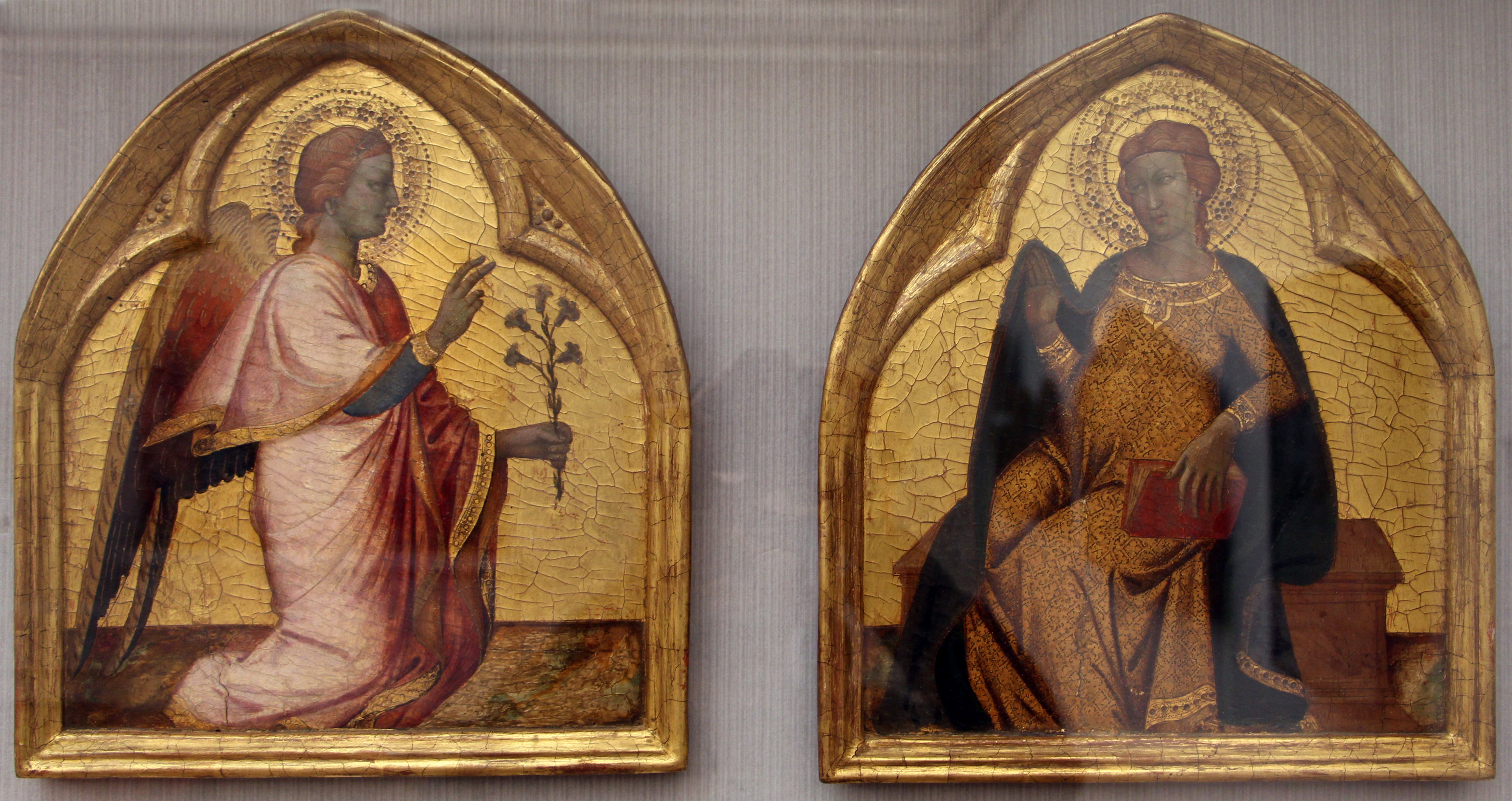
Annunciatie, Gemäldegalerie, Berlijn

## Biografische elementen
Hij was - althans volgens Vasari - afkomstig uit Venetië, maar kwam al op jonge leeftijd terecht op het atelier van Taddeo Gaddi, een oud-leerling van Giotto. Op 20 september 1374 werd hij geregistreerd als lid van de Arte dei Medici e Speziali  in Florence. Tot 1393 kwam hij voor in de belastingdocumenten van Florence. Een onderzoeker suggereert van hem te identificeren met ‘Antonio di Francesco dipintore’ waarvan er registraties te vinden zijn tot 1419. Hij zou de leermeester geweest zijn van Gherardo Starnina.

## Stijlkenmerken
Veneziano’s stijl was beïnvloed door de monumentale stijl van Giotto die hij had leren kennen via Taddeo Gaddi en door de stijl van Giovanni da Milano en Tommaso da Modena en van de Sienese schilders Ambrogio en Pietro Lorenzetti. Heel specifiek voor deze schilder was het contrast tussen het oppervlakkig decoratieve en de ruimtelijke en karakteriserende weergave van individuele figuren in zijn werken. Hij gebruikte transparante, vaak gemengde kleuren binnen grandiose maar toch eenvoudige composities.

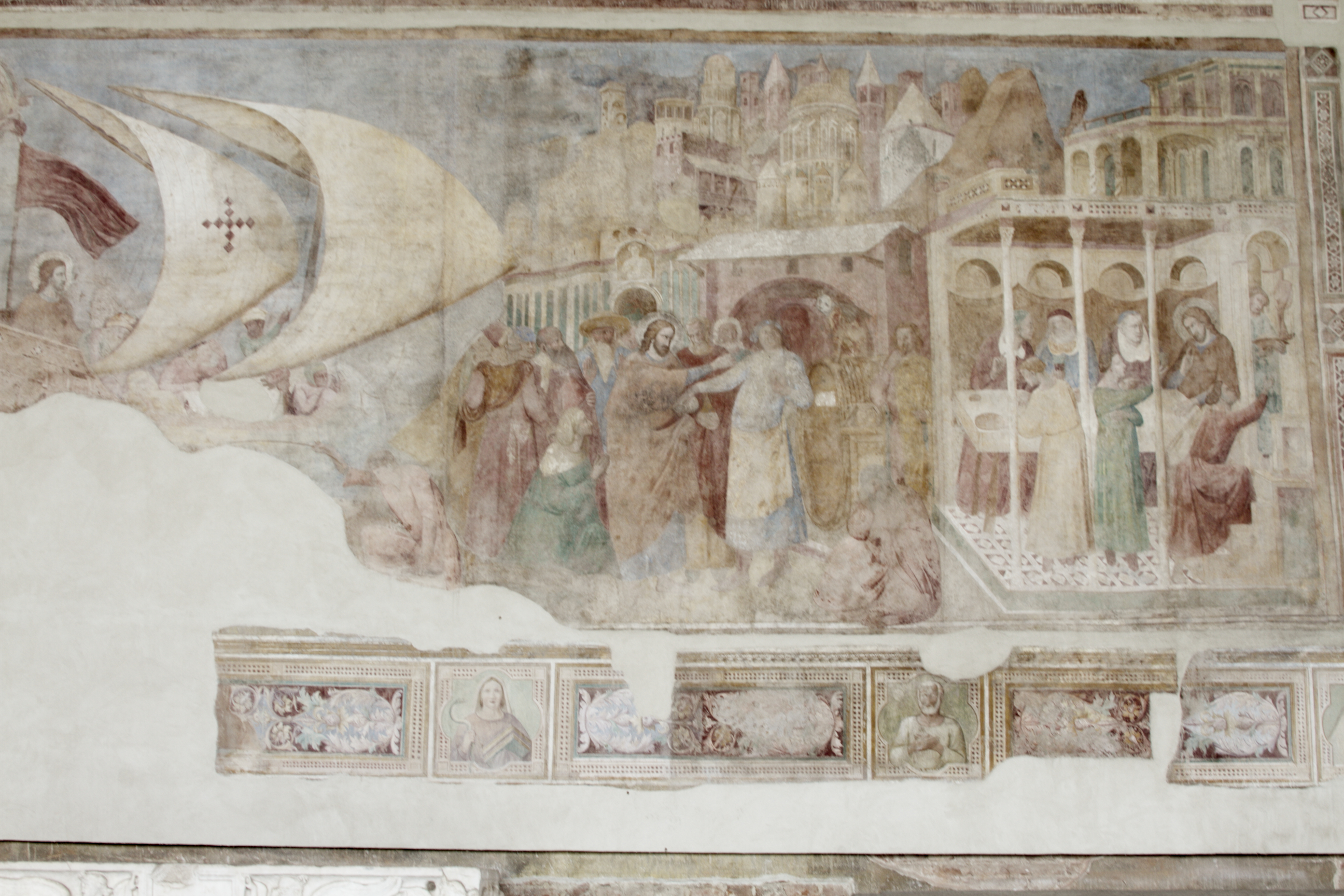
De terugkeer van de heilige Renier van Pisa naar de stad, Camposanto, Pisa

## Werken
Bij een bezoek aan Venetië, kort na zijn opleiding, zou hij, volgans Giorgio Vasari, fresco’s geschilderd hebben op een muur van de grote raadzaal in het Palazzo Ducale, maar daarvan is niets bewaard gebleven of elders vermeld.
In 1370 was hij gecontracteerd voor werken in de kathedraal van Siena. Hij zou er fresco’s geschilderd hebben in twee kapellen, maar er is niets van zijn werk daar bewaard gebleven.
Van 1384 tot 3 maart 1388 werkte hij in Pisa op het Camposanto waar hij drie grote fresco’s schilderde over het leven van de heilige Renier van Pisa: de terugkeer van Renier naar Pisa, de dood en de begrafenis van Renier en de postume mirakels van Renier. Andrea di Bonaiuto, overleden in 1377, was voordien al aan die opdracht begonnen. De fresco’s, zwaar beschadigd door bombardementen in de Tweede Wereldoorlog worden nu bewaard in het Museo delle Sinopie, Pisa. In Pisa werkte hij samen met Andrea di Vanni aan de zolderingen van de kathedraal.
In het Museo Diocesano in Palermo, bewaart men het enige gedateerde (1388) en gesigneerde werk van zijn hand dat de geseling van Christus voorstelt  en dat hij maakte voor de Confraternita di San Nicolò Reale in Palermo. Verder zijn er geen werken bewaard die rechtstreeks aan hem kunnen toegeschreven worden. Dit werk en de bewaarde fresco’s worden gebruikt als stijlreferentie voor een groep van werken die aan hem werden toegeschreven.

## Toegeschreven werk

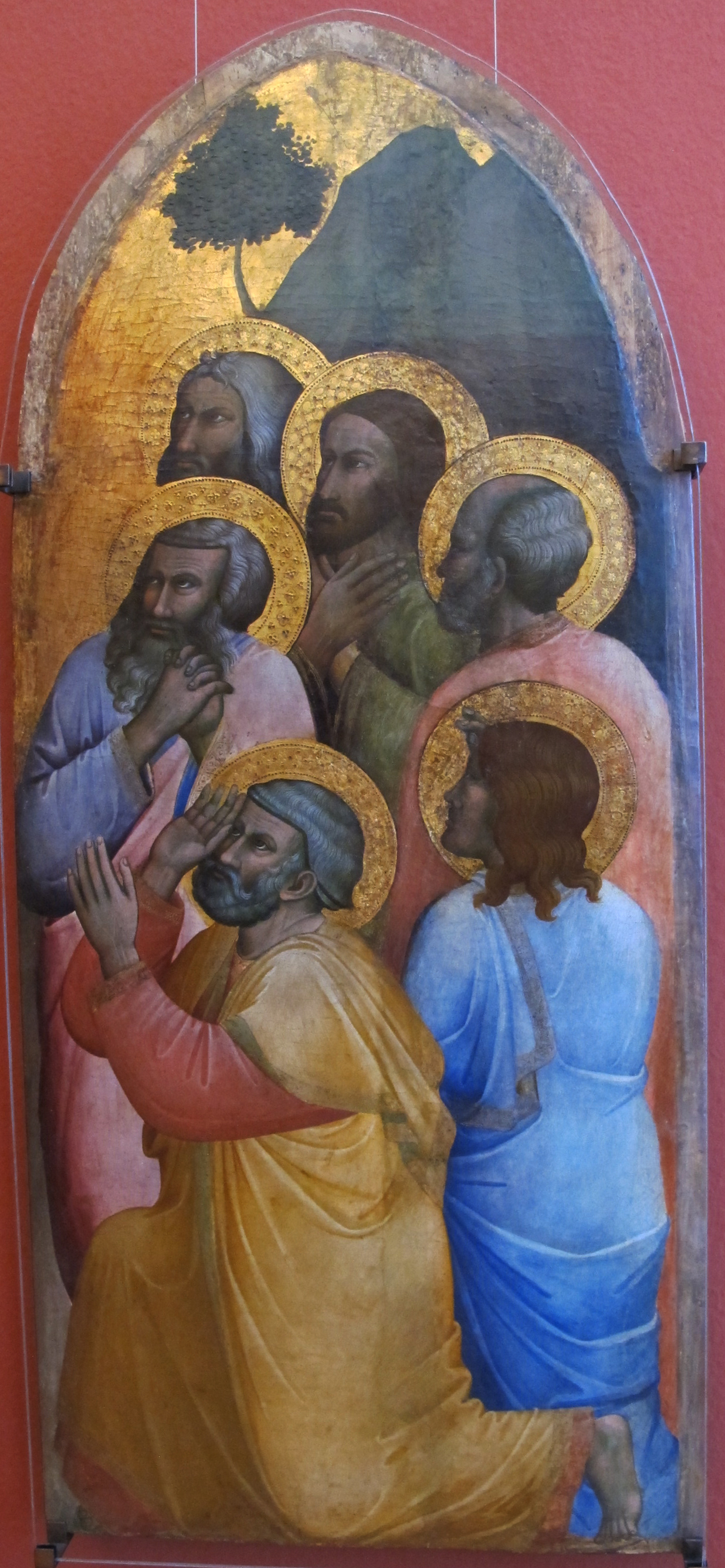
Antonio Veneziano, Zes apostelen, Lindenau-Museum, Altenburg.

Bij die op stijlbasis toegewezen werken horen onder meer:
- Fresco’s van het tabernakel van de Torre degli Agli, in Novolli bij Florence, nu in het Uffizi
- Kroning van de Maagd in een privécollectie in New York
- Polyptiek met een Madonna met Kind, Museum of Fine Arts, Boston, Massachusetts
- Getroonde Madonna met Kind en engelen, Niedersächsisches Landesmuseum, Hannover
- Maria-Tenhemelopneming geschilderd voor het klooster van San Tomasso, Pisa
- De heilige Jacobus in het Universitäts-Museum in Göttingen
- Sint Petrus Florence, Palazzo Vecchio, Florence
- Sint Paulus Florence, Palazzo Vecchio, Florence
- Sint Bartolomeus in de Auckland Art Gallery, Auckland, Nieuw-Zeeland
- Annunciatie, Gemäldegalerie, Berlijn
- Jacobus de Meerdere, Gemäldegalerie, Berlijn
- Een paneel met zes apostelen, Lindenau-Museum, Altenburg (Thüringen)
- Madonna del parto in de pieve de San Lorenzo in Montefiesole, wat zijn laatste werk zou zijn

- Auckland Art Gallery Toi o Tāmaki: 747
- Gemeinsame Normdatei: 121493466
- International Standard Name Identifier: 0000 0004 4886 8044
- Library of Congress Control Number: nr91028711
- RKD-Nederlands Instituut voor Kunstgeschiedenis: 2142
- Union List of Artist Names: 500028372
- Virtual International Authority File: 37775542